# Foundations
«Foundations» es una canción coescrita por Paul Epworth y la cantante/escritora británica Kate Nash para su álbum debut, Made of Bricks (2007).
Fue lanzado como sencillo principal para el álbum, en junio del 2007. Fue el primer sencillo desde que firmó con el sello Fiction Records, después del suceso de su primer sencillo, Caroline's a Victim. El 22 de julio del 2007, Kate tocó la canción en el festival "T4 on the Beach" en Weston-super-Mare, Inglaterra. El sencillo tuvo un gran éxito comercial a finales de 2007, siendo el decimoséptimo más vendidos en el Reino Unido. El 15 de enero del 2008, Kate tocó "Foundations" en The Late Late Show con Craig Ferguson. Durante las presentaciones en vivo los fanes arrojan limones cerca de Kate, mientras canta los versos "You said I must eat so many lemons/cause I am so bitter" (dijiste que debo de comer muchos limones/porque soy tan amargo).
En 2008, durante los NME Awards, Kate tocó junto a Billy Bragg haciendo una mezcla entre "Foundations" y "A New England". Este mismo año la canción estuvo nominada a los Brit Awards en la categoría "British Single" (sencillo británico).

## Lista de canciones
CD para el Reino Unido
1. «Foundations»
2. «Habanera»

Primer disco de vinilo para el Reino Unido
1. «Foundations»
2. «Old Dance»

Segundo disco de vinilo para el Reino Unido
1. «Foundations»
2. «Navy Taxi»

CD para Australia
1. «Foundations»
2. «Habanera»
3. «Navy Taxi»
4. «Old Dances»
5. «Foundations» (Video)

EP digital para los Estados Unidos
1. «Foundations»
2. «Navy Taxi»
3. «Caroline's a Victim»
4. «Habanera»
5. «Foundations» (Video)

Descarga digital desde iTunes
1. «Foundations» (Versión acústica)

Descarga digital desde 7digital
1. «Foundations» (Metronomy Remix)

## Vídeo musical
El vídeo fue dirigido por Kinga Burza y hace uso de fotos, vídeos y de animación en stop-motion. El vídeo comienza con varias cosas de la vida cotidiana como unos cepillo de dientes, unos zapatos y otros objetos parecidos.
Después de esas imágenes empieza la canción con varias escenas principales como Kate jugando cartas, después aparece en la cama, en un momento ella y el hombre que aparece en el vídeo están tomados de la mano, sentada en la escalera, jugando a quien es más fuerte, haciendo un pastel y estando en el living.
El vídeo finaliza cuando Kate empaca la maleta y se va de la casa.

## Posiciones
La canción debutó y alcanzó el lugar #2 en los UK Singles Chart, en donde se mantuvo por 5 semanas no consecutivas; primero fue precedido por "Umbrella" de Rihanna y después por "The Way I Are" de Timbaland, que solo vendió 16 copias más que "Foundations". Es, hasta el momento, el sencillo más exitoso de la cantante.
| Lista                        | Mayor posición |
| ---------------------------- | -------------- |
| Croatian Singles Chart       | 1              |
| Canadian Singles Sales Chart | 2              |
| UK Singles Chart             | 2              |
| Irish Singles Chart          | 12             |
| Belgian Singles Chart        | 15             |
| U.S. Bubbling Under Hot 100  | 16             |
| German Singles Chart         | 37             |
| Austrian Singles Chart       | 39             |
| Polish National Top 50       | 46             |
| Netherlands Singles Chart    | 49             |
| Swiss Singles Chart          | 61             |